# アルマーク
アルマーク株式会社（英: Almarq Inc.）は、大阪府吹田市に本社を置く会社で上場企業である。製造業に向けて印字機器と省力化装置の販売・メンテナンスなどをしている。

## 沿革
1967年5月に堀 勉氏が大阪でユニオンパッケージング株式会社を設立した。1969年8月、東京支店開設。
1973年2月、ダイアグラフ社と総代理店契約締結。1978年2月、名古屋支店開設。
1985年7月、広島支店開設。1988年12月、スペシャルティインク社と総代理店契約締結。
1990年8月、北関東支店開設。1991年1月、リンクス社と総代理店契約締結。同年6月、株式会社ユニオンコーポレーションに社名変更し、横浜支店を開設。同年9月、九州支店開設。1993年4月、北陸支店開設、またグルーファースト社と総代理店契約締結。同年7月、静岡支店開設。1996年10月、リアエレクトロニック社と総代理店契約締結。
2003年9月、北陸支店を移転。同年10月、マーキングマン事業部開設。2004年1月、ISO14001 認証取得。同年4月、マシューズスウェドット社と総代理店契約締結。2007年3月、ISO9001 認証取得。同年4月、北関東支店を新事務所に移転。
2011年9月、ユナイテッドバーコードシステムズ社と総代理店契約締結。2012年3月、広島支店を新事務所に移転。同年9月、東京支店、横浜支店を新事務所に統合移転し、静岡支店を新事務所に移転。2015年7月、名古屋支店を新事務所に移転。2017年2月、本社・大阪支店を新事務所に移転。同年4月、アルマーク株式会社に社名変更。2019年5月、北関東支店をさいたま支店に名称変更し、さいたま支店を新事務所に移転。
2020年8月、九州支店を新事務所に移転。

## 主な商品
- 産業用インクジェットプリンター
- 産業用スタンプマーキング機器
- 周辺自動化装置

## 国内にある営業所
・東京都
・埼玉県
・静岡県
・愛知県
・富山県
・大阪府
・広島県
・福岡県